# Lepidosperma
Genre
Classification phylogénétique
Le genre Lepidosperma est un groupe de plantes à fleurs de la famille des Cyperaceae essentiellement originaires d'Australie.

## Espèces
Le genre comprend les espèces suivantes:
- Lepidosperma angustatum R.Br.
- Lepidosperma aphyllum R.Br.
- Lepidosperma avium K.L.Wilson
- Lepidosperma benthamianum C.B.Clarke
- Lepidosperma brunonianum Nees
- Lepidosperma canescens Boeck.
- Lepidosperma carphoides F.Muell. ex Benth.
- Lepidosperma clipeicola K.L.Wilson
- Lepidosperma concavum R.Br.
- Lepidosperma congestum R.Br.
- Lepidosperma costale Nees
- Lepidosperma drummondii Benth.
- Lepidosperma effusum Benth.
- Lepidosperma elatius Labill.
- Lepidosperma ensiforme (Rodway) D.I.Morris
- Lepidosperma evansianum K.L.Wilson
- Lepidosperma exaltatum R.Br
- Lepidosperma filiforme Labill.
- Lepidosperma flexuosum R.Br.
- Lepidosperma forsythii A.A.Ham.
- Lepidosperma gladiatum Labill.
- Lepidosperma gracile R.Br.
- Lepidosperma latens K.L.Wilson
- Lepidosperma laterale R.Br.
- Lepidosperma leptophyllum Benth.
- Lepidosperma leptostachyum Benth.
- Lepidosperma limicola N.A.Wakef.
- Lepidosperma lineare R.Br
- Lepidosperma longitudinale Labill.
- Lepidosperma neesii Kunth
- Lepidosperma oldfieldii Hook.f.
- Lepidosperma pauperum Kuek. (Nouvelle-Calédonie)
- Lepidosperma perplanum Guillaumin (Nouvelle-Calédonie)
- Lepidosperma persecans S.T.Blake
- Lepidosperma perteres C.B. Clarke (Nouvelle-Calédonie)
- Lepidosperma pruinosum Kuk.
- Lepidosperma pubisquameum Steud.
- Lepidosperma quadrangulatum A.A.Ham.
- Lepidosperma resinosum (Lehm.) F.Muell.
- Lepidosperma rostratum S.T.Blake
- Lepidosperma rottboellii Schrad. ex Schult.
- Lepidosperma rupestre  Benth
- Lepidosperma scabrum  Nees
- Lepidosperma semiteres  Boeck.
- Lepidosperma squamatum  Labill.>
- Lepidosperma striatum R.Br.
- Lepidosperma tenue  Benth.
- Lepidosperma tetraquetrum  Nees
- Lepidosperma tortuosum  (F.Muell.)
- Lepidosperma tuberculatum  Nees
- Lepidosperma urophorum  N.A.Wakef.
- Lepidosperma ustulatum  Steud.
- Lepidosperma viscidum  R.Br.